# Friedrich Gottlob Keller

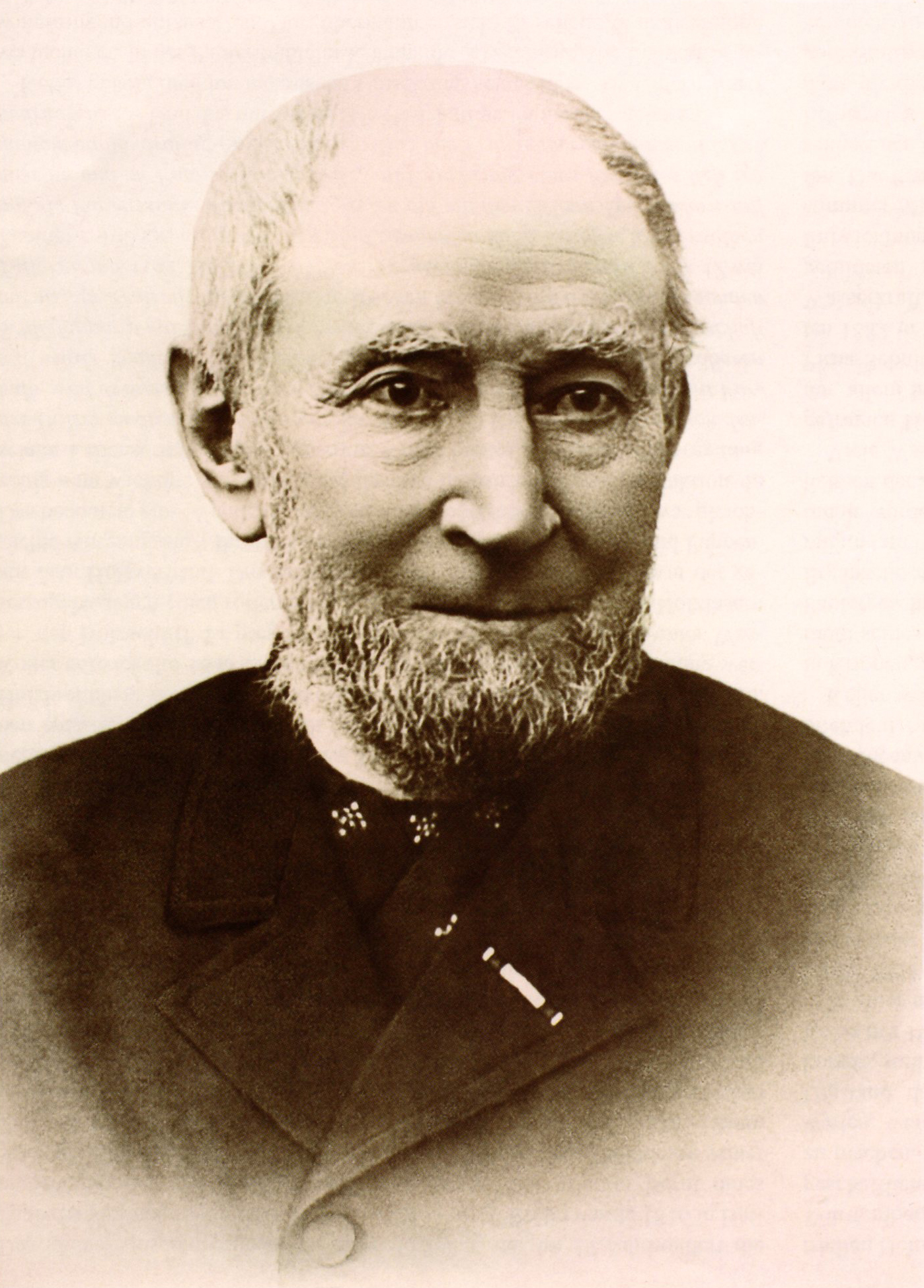
Friedrich Gottlob Keller

Friedrich Gottlob Keller (ur. 27 czerwca 1816 w Hainichen, zm. 8 września 1895 w Bad Schandau) – niemiecki wynalazca. Rozwinął metodę wytwarzania papieru przy użyciu pulpy drzewnej, dzięki czemu stworzył podstawy produkcji taniego papieru na dużą skalę.